# Hernandia albiflora
Hernandia albiflora là một loài thực vật có hoa trong họ Hernandiaceae. Loài này được (C.T. White) Kubitzki miêu tả khoa học đầu tiên năm 1969.